# Richardson-Gletscher
Der Richardson-Gletscher ist ein breiter Gletscher im Palmerland auf der Antarktischen Halbinsel. Er mündet südöstlich des Mikus Hill in den Clifford-Gletscher
Der United States Geological Survey kartierte ihn 1974. Das Advisory Committee on Antarctic Names benannte ihn 1976 nach der US-amerikanischen Krebstierforscherin Harriet Richardson (1874–1958), die eine Reihe von wissenschaftlichen Abhandlungen über antarktische Asseln verfasst hatte, die bei der Vierten (1903–1905) und Fünften Französischen Antarktisexpedition (1908–1910) unter der Leitung des Polarforschers Jean-Baptiste Charcot gesammelt worden waren.